# Síntesis de quinolinas de Conrad-Limpach
La Síntesis de quinolinas de Conrad-Limpach es un método de síntesis orgánica donde se hacen reaccionar anilinas (1) con β-cetoésteres (2) para formar 4-hidroxiquinolinas (4) a través de una base de Schiff (3).

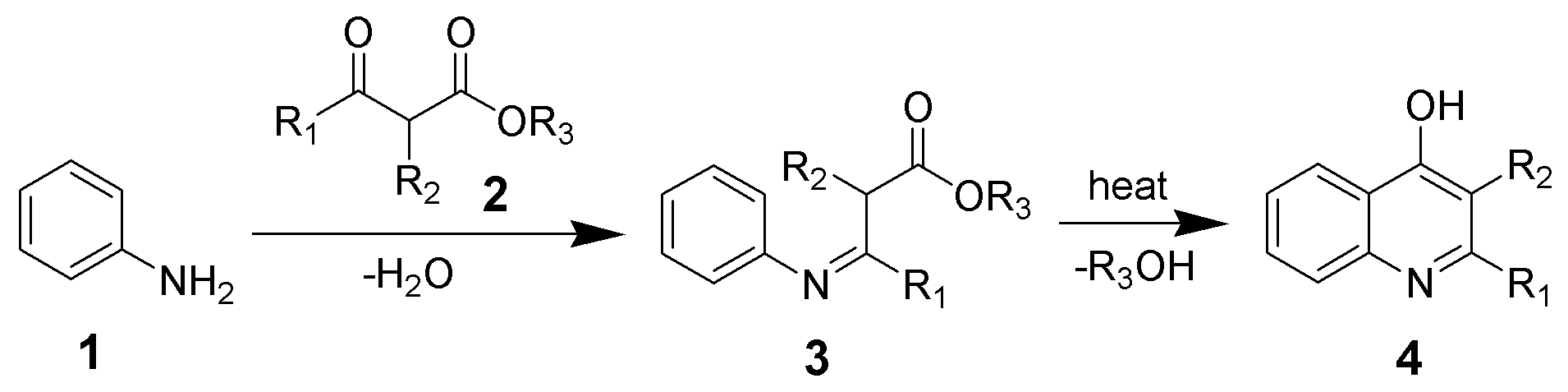
Esquema de reacción de la Síntesis de quinolinas de Conrad-Limpach.

Se han publicado diversos estudios de esta reacción.